# 安瓿

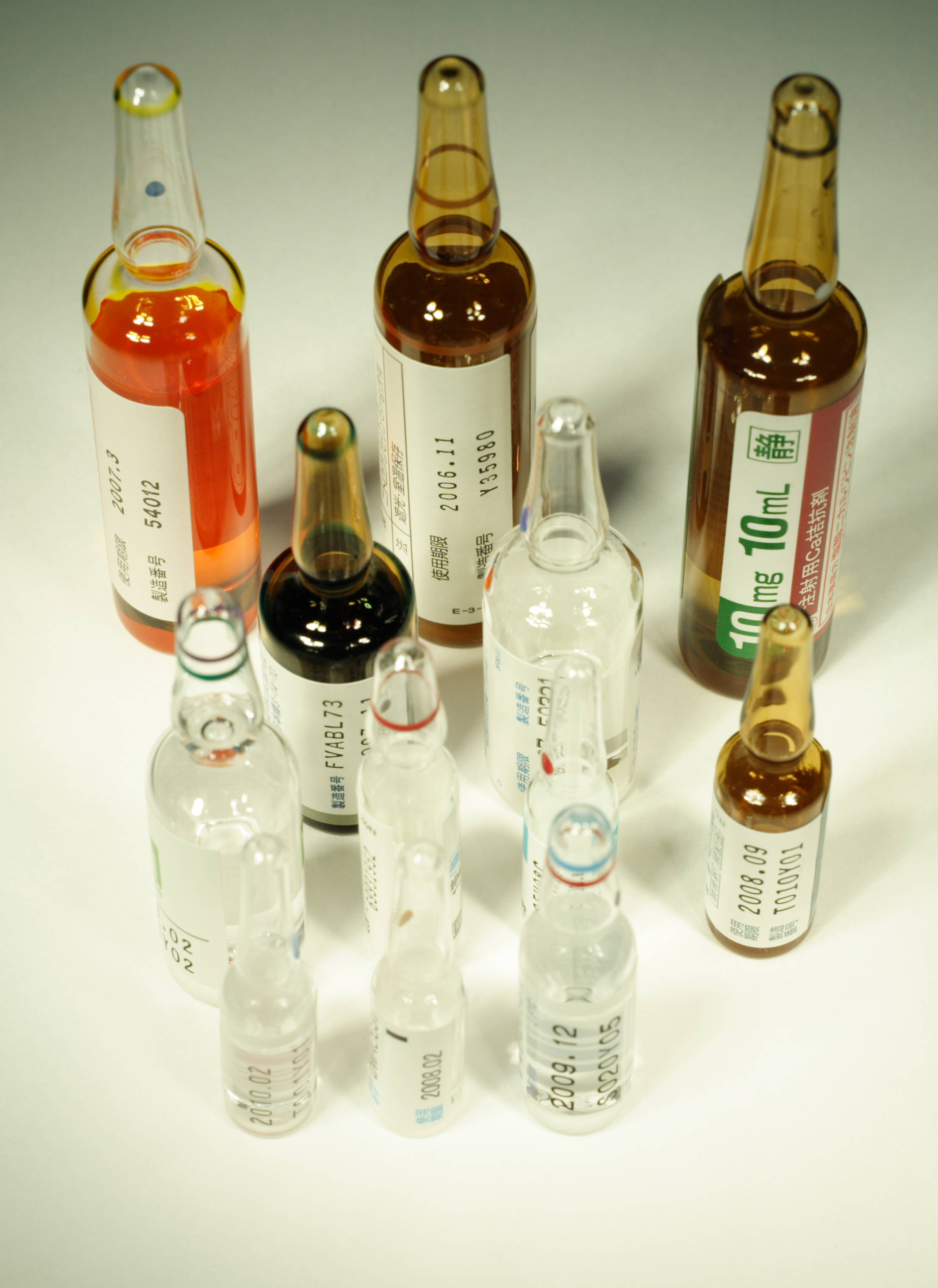
安瓿封装的药液

安瓿，誤稱安瓶，是用于盛装药液的小型玻璃容器。容量一般为1至25毫升（ml）。外形近似保齡球瓶的玻璃瓶。一般這種瓶子較薄，容量小但密封性較好。頂部用高溫處理使玻璃熔融密封。在其瓶頸處常有劃痕，打開時用硬物在外痕處敲擊即可打開。常用于注射用药液、疫苗，也用于口服液的包装，但因对消费者而言开启困难及容易产生事故，如今只流行于临床、实验等领域，供专业人士使用。

## 历史
安瓿最早用来盛放死者的血液样本，并用来陪葬在他们身边，多见于殉道者墓窟。起先只有殉教者的葬礼能够享受这种待遇，后来变成了一种普遍的风俗。

## 著名的安瓿

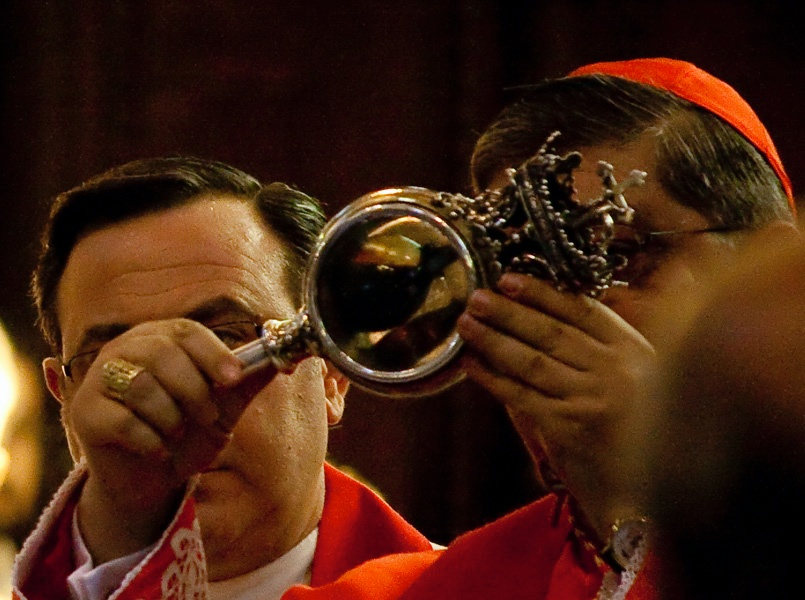
聖熱內羅之圣血奇蹟

在那不勒斯，那不勒斯主教座堂中保存了盛有貝內文托主教聖熱內羅的聖血的安瓿，每年的5月第一個星期六（聖髑移往那不勒斯紀念日）、9月19日（聖人紀念日）、12月16日（維蘇威火山爆發、那不勒斯賴聖人護佑倖免於難紀念日）都會举行一个持续了上千年的仪式：聖熱內羅之圣血奇蹟（the Blood Miracle of San Gennaro）。
儀式中，神父會將盛有聖血的安瓿取出，置在存有聖人頭骨的銀裝盒子上，並且整個教堂的教友開始一起祈禱。之後神父會上下轉動安瓿，原先黑色、不透明的固態物質會在2分鐘至1小時內化為液體，顏色轉變為紅色，有時還發出泡沫。最早关于这个现象的纪录是在公元313年。

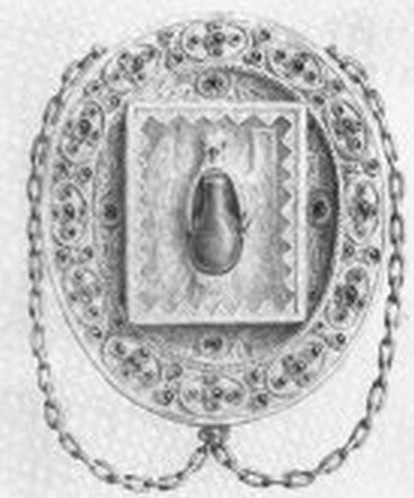
被毀壞前的神聖安瓿

另一只广为人知的安瓿就是盛放着法皇加冕仪式圣油的“神圣安瓿”。圣油相传是从克洛维时代传下来的，一度存放在聖雷米吉烏斯墓中，后来放在兰斯主教座堂中。在1793年法國大革命中，这只安瓿被打破，但一部分仍然被保存下来用于查理十世的加冕仪式。

## 现代应用

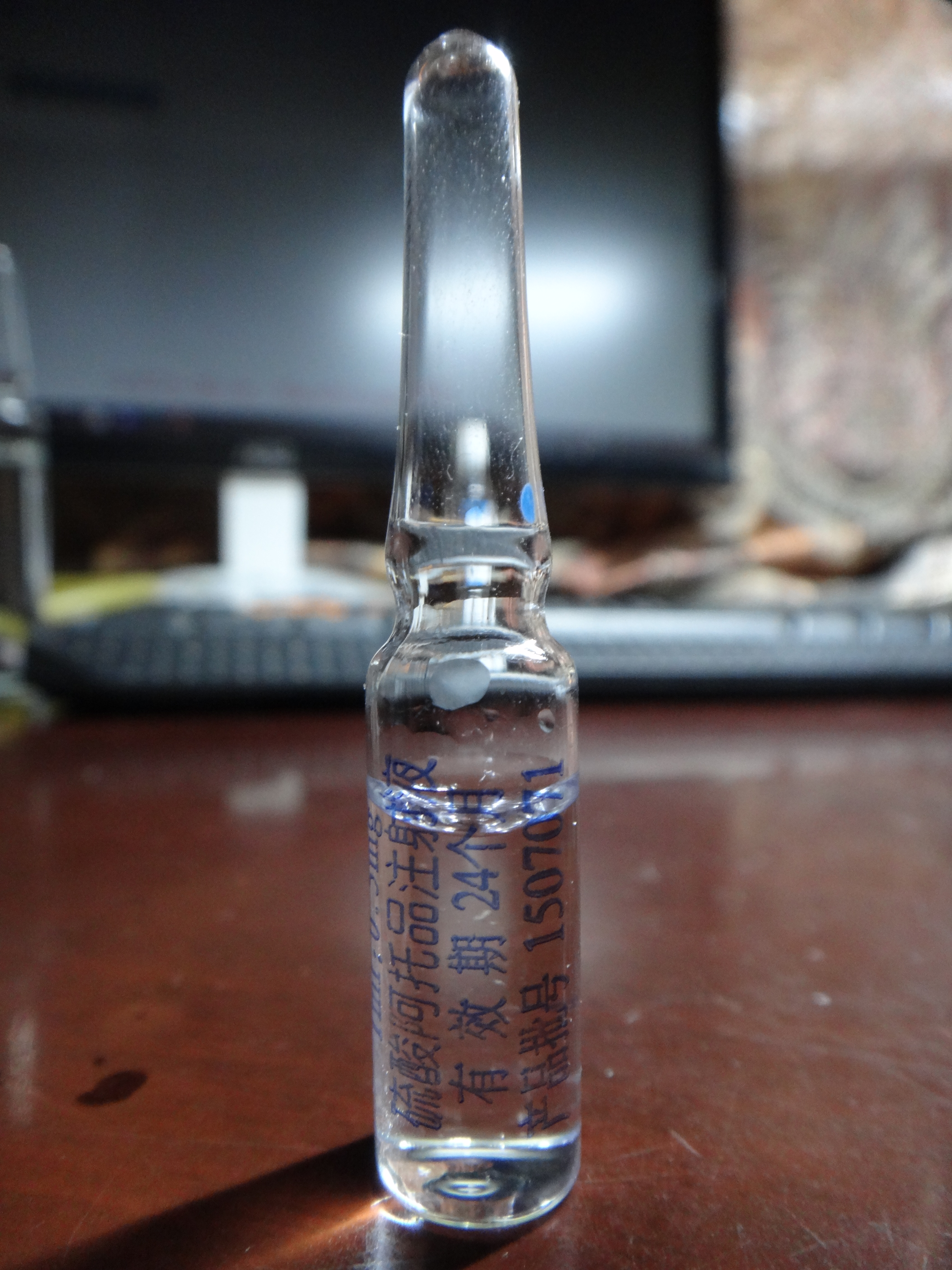
硫酸阿托品注射液安瓿，规格为1mL/0.5mg

现代的安瓿是用玻璃管烧製的，广泛运用于盛放注射制剂和必须隔绝空气高纯度化学药品。安瓿的乳头用明火封装以隔绝空气，瓶颈部标有记号，当施加压力时瓶颈会折断，以便提取药液。

## 使用
不“易折”的安瓿需要切口。开启前先用砂轮在瓶颈处切出划痕，消毒瓶颈，将乳头向上，使药液全部流入瓶体内，然后将瓶颈折断即可。这类安瓿由于工艺简单，曾经在中国大陆较为广泛使用，但现在已禁止用于药物。
易折型（OPC）安瓿在乳头处标示出厂家预先切割得的部位，按照这个方向将乳头直接折断即可。这类安瓿开启时产生的玻璃渣相对较少。

## 问题
若安瓿本身有缺陷，或是错误的操作，可能导致乳头甚至是瓶体在安瓿开启时被弄碎，造成医务人员受伤，且玻璃碎片會落入药液而造成污染。此外，安瓿开启过程中，玻璃及砂轮的微粒也会导致药液污染。